# サボテンフィンチ
サボテンフィンチ (Geospiza scandens) は、フウキンチョウ科のダーウィンフィンチ類に属する鳥類の1種。

## 分布
ガラパゴス諸島のほとんどの島に生息する固有種であり、ガラパゴス諸島の多くの島々の乾燥地帯に見られるが、フェルナンディナ島、エスパニョラ島、ヘノベサ島、ダーウィン島、ウォルフ島は例外となる。本種が生息しないこれらの島のほとんどには、近縁種であるオオサボテンフィンチが生息する。
生息地は乾燥低木地および疎林であり、通常オプンティア属のサボテンと密接に関係している。オプンティア属のサボテン地帯よりほとんど遠くに行かない。

## 形態
全長14cm、体重21g。成鳥の雄は全身黒色で、下尾筒に白斑がある。雌および若鳥では上面が灰褐色で、下面に濃密な縞がある。他のガラパゴスフィンチ属とよく似ているが、くちばしは地上フィンチ類に比べてやや長い。

## 亜種
サボテンフィンチは、ダーウィンフィンチ類として知られる近縁種グループの1属である、ガラパゴスフィンチ属に属する6種のうちの1種であり、4亜種が認められている。
- G. s. scandens - サンチャゴ島、ラビダ島。[1]
- G. s. intermedia - サンタ・フェ島、フロレアナ島、サンタ・クルス島、イサベラ島。ピンソン島（おそらく絶滅[5]）。[1]
- G. s. abingdoni - ピンタ島。[1]
- G. s. rothschildi - マルチェナ島。[1]